# Josip Deči
Josip Deči (Décsy) (Stari Sivac kraj Sombora, 1. srpnja 1904. – Zagreb, 18. srpnja 1985.), hrvatski skladatelj, glazbeni pisac, dirigent i voditelj zbora.
Diplomirao pravo u Zagrebu 1931. Privatno studirao kompoziciju kod Jakova Gotovca (1924./25.), potom u pariškoj Scholi cantorum u V. d’Indyja (1926–28). usavršavao se na zagrebačkoj Muzičkoj akademiji kod Blagoja Berse. Od 1932. do 1957. pravnik u PTT u Zagrebu. Usporedo je skladao i vodio pjevački zbor KUD Vilim Galjer. Povremeno nastupao kao dirigent i pijanistički pratilac pri izvedbama vlastitih skladba.
Najplodniji je hrvatski skladatelj u području zabavnoglazbenih kazališnih djela: opereta, glazbenih komedija i dječjih glazbenih igrokaza, koji su bili najveći dio njegovog opusa. Uglazbio je libreta i stihove Tita Strozzija, Dragutina Domjanića, Zmaja Jovanovića, Srećka Marača, Rudolfa Zubčića (prema Puškinu), Slavka Midžora i dr. Deči i Tito Strozzi osmislili su operetu Čudo od djeteta po mjeri male nadarene glumice Lee Deutsch.
Pionir je filmske glazbe u Hrvata. Snimio je 1931. prvi u Hrvata kratki eksperimentalni zvučni film Don Juanova zaručnica. Film sadrži napjev iz njegove vlastite operete u interpretaciji pjevača Milana Jajčinovića. Skladatelj je glazbe za prvi hrvatski cjelovečernji zvučni film Melodija 1000 otoka iz 1932. (u režiji Maxa Oswatitscha). 
Suradnik nizozemske enciklopedije Algemene Muziekencyclopedie za koju je napisao oko 300 natuknica i Matičinog iseljeničkog kalendara za koji je pisao tekstove o glazbi.

## Vanjske poveznice
- Discogs
- ZAMP